# Андроник I Гид
Андро́ник I Гид (греч. Ανδρόνικος Α΄ Γίδος; ум. 1235, Трапезунд) — второй император Трапезундской империи в 1222—1235 годах, зять первого императора Алексея I.

## Происхождение
Семья Гидов ненадолго появляется в византийской истории на рубеже XII-XIII веков. Есть мнение, что Гиды были латинского происхождения, и их фамилия была эллинизированной формой итальянского имени Гвидо. Это, в свою очередь, повышает вероятность их происхождения от Ги (Гвидо), сына нормандского завоевателя Южной Италии Роберта Гвискара, который бежал к византийскому императору Алексею I Комнину, поступил на службу и, возможно, женился на женщине из императорской семьи .
Помимо "megas domestic" Алексея Гида, который жил в XII веке, известен лишь один представитель этого рода - Андроник Гид, генерал Никейского императора Феодора I Ласкариса, который победил латинских союзников Давида Комнина. сооснователя Трапезундской империи . Историк Финлей первый предположил, что этот Андроник и есть будущий Трапезундский император. С ним не соглашается Брайер, указывая, что "имя Gidos (Гид) достаточно редкое", однако есть ряд примеров, как "Gidos" использовалось в Причерноморье в качестве синонима понятия "опекун" .
После смерти императора Алексея контроль над империей перешел от его старшего сына, Иоанну, к Андронику. В силу чего это произошло, источники умалчивают. Финлей предполагает, что принцип передачи власти по наследству на тот момент еще не стал общей практикой для Трапезундской империи . Уильям Миллер предполагает, что старший сын Алексея Иоанн просто был еще слишком молод, чтобы занять трон , однако один из источников рассказывает, что во время осады Синопа, когда султан Кей-Кавус I угрожал убить Алексея, бывшего его пленником, жители ответили, что "он вырастил сыновей в Трапезунде, которые способны править. Мы изберем одного из них в качестве нашего правителя и не отдадим страну туркам" .
Андроник женился на дочери Алексея I, имя которой неизвестно. Согласно свидетельствам современников, Андроник Гид был «очень дальновиден и сведущ в военном деле» . Его опыт на войне серьезно помог новорожденной империи при столкновении с сельджуками и хорезмшахами в 1224 году.

## Конфликт с сельджуками
Турки-сельджуки между 1220 и 1222 годами в ходе крымского похода Хусамеддина Чобана оккупировали Судак в Крыму и построили там крепость . В 1223 году губернатор сельджуков послал из Синопа корабли, чтобы атаковать побережье трапезундского Крыма (так называемую "Ператейю", дословно Заморье), чтобы навредить греческой торговле. Судна, перевозившее ежегодную дань из Ператейи в Трапезунд и ряд видных крымских чиновников, было отнесено бурей в гавань Синопа. В нарушение договора между турками и Трапезундом 1220 года губернатор города, Хетум, захватил драгоценный груз, пассажиров и экипаж, а также послал флот, чтобы разграбить Ператейю. В ответ Андроник собрал флот и направил его против Синопа. Его люди атаковали город и захватили экипажи кораблей, стоявших в гавани. Они освободили крымских пленников и унесли захваченные турками деньги .
Узнав о нападении, султан Кей-Кубад I двинулся на Трапезунд. В ответ на угрозу со стороны султана Андроник собрал всех своих солдат и укрепил перевалы, ведущие в город. Император нанес значительный урон авангарду султана, но смог помешать ему начать осаду города .
Султан разбил лагерь возле монастыря святого Евгения и поджег пригороды. Атаки турок и контратаки греков продолжались в течение следующих нескольких дней, перемежаемые посольствами сельджуков в город. Последний ночной штурм города провалился из-за внезапно разразившейся грозы с проливным дождем и градом. Турки дрогнули и бросили лагерь, оставив даже своего султана. 
Кей-Кубад был доставлен в Трапезунд, где Андроник принял его с честью. Был заключен выгодный для Трапезунда мирный договор, согласно которому Трапезундская империя стала независима от турок. Султан, как сообщалось, был так впечатлен умеренными условиями мира, что в последующем ежегодно отправлял арабских лошадей в подарок Андронику и пожертвовал деньги монастырю Св. Евгения.

## Хорезмшахи и монголы
Однако, независимость Трапезунда продолжалась лишь до 1230 года. В это время войска хорезмшаха Джелал ад-Дина вступили на территорию Анатолии и император Андроник принял решение заключить с Хорезмом союз против сельджукского султана. Этот союз оказался неудачным. Войска Хорезма, среди которых был и отряд трапезундцев, были разбиты турками в битве при Ахлате около 1230 года. Андроник Гид поплатился за участие в войне против султаната, и вновь был вынужден выплачивать дань сельджукам, а также посылать свои войска для помощи султану. 
В то же время монголы заняли большую часть Грузии. Лазика, непосредственно граничившая с Грузией, отделилась от империи и образовала независимое государство Имерети во главе с Давидом VI Нарином, сыном грузинской царицы Русудан 
Спустя несколько лет после этого, в 1235 году, Андроник Гид умер. Ему наследовал сын Алексея I — Иоанн Аксух Великий Комнин.

## Брак
- Жена: (?) Великая Комнина, дочь Алексея I Великого Комнина, императора Трапезунда